# Welterbe auf den Bahamas

Der Inselstaat Bahamas hat die Welterbekonvention 2014 ratifiziert. Bislang (Stand 2016) wurde noch keine Stätte auf den Bahamas in das UNESCO-Welterbe aufgenommen.

## Tentativliste
In der Tentativliste sind die Stätten eingetragen, die für eine Nominierung zur Aufnahme in die Welterbeliste vorgesehen sind. Derzeit (2016) sind zwei Stätten in der Tentativliste der Bahamas eingetragen, die letzte Eintragung erfolgte 2015. Die folgende Tabelle listet die Stätten in chronologischer Reihenfolge nach dem Jahr ihrer Aufnahme in die Tentativliste (K – Kulturerbe, N – Naturerbe, K/N – gemischt).
| Bild                                | Bezeichnung                         | Jahr | Typ | Ref. | Beschreibung |
| ----------------------------------- | ----------------------------------- | ---- | --- | ---- | --- |
| Historische Leuchttürme der Bahamas | Historische Leuchttürme der Bahamas | 2015 | K   | 6070 | Elf Leuchttürme, die zwischen 1836 und 1887 vom britischen Imperial Lighthouse Service (ILS) auf den Bahamas errichtet wurden. |
| Inagua Nationalpark                 | Inagua Nationalpark                 | 2015 | K/N | 6071 | International bekannt ist der Park als Heimat der weltweit größten Brutkolonie von Kubaflamingos, die Ende der 1970er Jahre vor dem Aussterben gerettet wurden und heute eine Kolonie von über 50.000 Vögeln bilden. Der Park beherbergt auch viele andere Vogelarten, darunter die vom Aussterben bedrohten Kuba-Amazonen und zahlreiche Zugvögel. |